# Chimpanzé
Pour les articles homonymes, voir Chimpanzé (homonymie) et Pan (homonymie).
Pan
Genre
Statut CITES
Répartition géographique
Les chimpanzés (Pan) constituent un genre de singes appartenant à la famille des Hominidés (grands singes). Ce genre comprend deux espèces : le Chimpanzé commun (Pan troglodytes) et le Chimpanzé nain, plus connu sous le nom de Bonobo (Pan paniscus). Ces hominidés d'Afrique équatoriale et débordant sur l'Afrique tropicale sont les animaux actuels les plus proches génétiquement d'Homo sapiens, avec 98,8 % de leur ADN en commun.
La répartition géographique du Chimpanzé commun s'étend du sud du Sénégal jusqu'en Tanzanie. Identifié tardivement comme espèce à part entière, le Bonobo ne se trouve que dans le bassin oriental du fleuve Congo, en République démocratique du Congo.
Les deux espèces présentent des traits physiques, affectifs et mentaux et des comportements relationnels et sociaux particulièrement remarquables pour l'être humain dans leur similitude ou parfois dans leur différence avec les siens. Pour cette raison, elles sont des sujets privilégiés d'étude scientifique, sur fond d'interrogations sur la nature humaine et son histoire évolutive.
Le Chimpanzé et surtout le Bonobo sont menacés d'extinction du fait essentiellement de l'activité humaine : destruction de leur habitat, chasse, guerre, etc.

## Dénomination
Le mot chimpanzé est attesté en 1738 sous la forme quimpezé. Il vient d'une langue congolaise, le kikongo, et signifie faux-homme,.
En 1812, Étienne Geoffroy Saint-Hilaire choisit le genre Troglodytes pour classer le chimpanzé, et le taxon est utilisé dans ce sens par plusieurs auteurs ultérieurs. Mais ce taxon s'avère en réalité invalide car déjà utilisé par Louis-Pierre Vieillot en 1806 pour nommer un genre de passereaux. La Commission internationale de nomenclature zoologique l'annule définitivement en 1985 au profit de Pan, en vertu du principe d'antériorité. Le terme Pan avait été introduit par Lorenz Oken en 1816, en référence au dieu Pan de la mythologie grecque.

## Description
Les Chimpanzés et les Bonobos mesurent de 70 à 82 cm (corps et tête) et pèsent de 31 à 60 kg. Ils peuvent vivre jusqu'à plus de trente ans en captivité ou dans la nature.

## Génétique
Le génome de l'Homme moderne comporte 46 chromosomes, soit deux de moins que celui du Chimpanzé. Deux paires de chromosomes {2p, 2q} du dernier ancêtre commun des Hommes et des Chimpanzés ont fusionné dans la lignée humaine en la paire de chromosomes {2}. Le Chimpanzé a en revanche conservé les deux paires de chromosomes {2p, 2q} de l'ancêtre commun et donc les 48 chromosomes que l'on trouve aussi chez le Gorille et l'Orang-outan. 
La comparaison génétique de l'Homme et du Chimpanzé montre des gonosomes (chromosomes sexuels) X et Y très voisins. Treize autres paires de chromosomes {3, 6, 7, 8, 10, 11, 12, 14, 16, 19, 20, 21, 22} semblent quasiment identiques entre les deux espèces, ainsi que six paires qui sont restées proches car les changements intervenus (insertions {1}, inversions {4, 5, 17} et délétions {13, 18}) sont relativement simples et facilement identifiables. À l'opposé, deux paires de chromosomes {9, 15} ont été plus profondément différenciées à la suite de mutations complexes probablement échelonnées dans le temps au sein des tribus Hominina et/ou Panina.
Les génomes humains et du chimpanzé sont identiques à 98,8 % ,. Le Chimpanzé est génétiquement plus proche de l'Homme que du Gorille.

## Alimentation
Le régime alimentaire du Chimpanzé est omnivore, à dominante herbivore, notamment frugivore : feuilles, fruits et noix constituent le menu de base du Chimpanzé. Il mange également des chenilles, des termites, des fourmis, du miel sauvage et des œufs d'oiseaux. Il chasse occasionnellement des oiseaux et de petits mammifères.
Il chasse en particulier un petit singe arboricole dont il est friand, le colobe (Colobus guereza, Procolobus verus, etc.) : c'est une véritable traque en bande organisée avec un chimpanzé « conducteur » qui effraie et poursuit le colobe ainsi que des chimpanzés « chasseurs » et « bloqueurs » qui rabattent la proie vers le chimpanzé « embusqué » qui attrape et tue la victime.
Bien que, dans la nature, le Chimpanzé mange de la nourriture crue, il préfère la nourriture cuite,.

## Reproduction
La reproduction chez les chimpanzés est sexuée. Les femelles ont un cycle menstruel similaire à celui des humains, et la gestation dure environ 230 jours. Les chimpanzés mâles et femelles s'accouplent, et après la gestation, la femelle donne naissance à un seul petit à la fois. Les chimpanzés sont connus pour avoir des comportements sociaux complexes, et l'élevage des petits implique souvent la participation de plusieurs membres du groupe.

## Éthologie

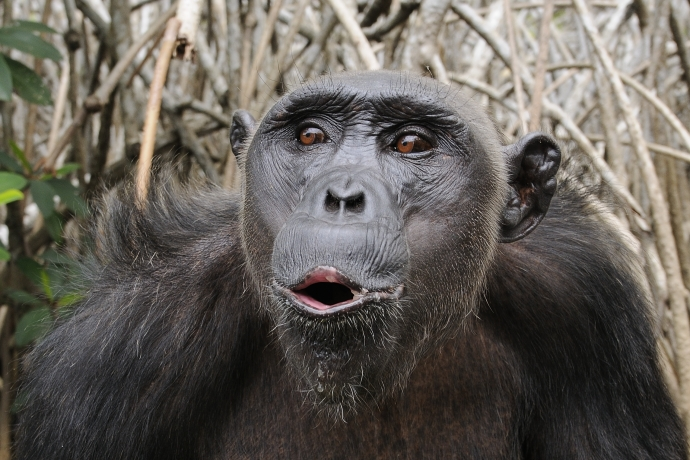
Chimpanzé commençant une vocalise

Le chimpanzé vit dans des groupes multimâles-multifemelles en société à dynamique de fission-fusion.

## Capacités cognitives
Comme les autres grands singes, les chimpanzés sont remarquablement intelligents.
Depuis les années 1960, on sait, comme l'a montré Jane Goodall, que les chimpanzés utilisent des outils de bois et des outils de pierre, en particulier des brindilles, pour pêcher des termites ou des fourmis. Ils se fabriquent aussi des « tongs » avec des brindilles, des coussins pour poser leurs fesses sur un sol mouillé, etc. : en tout, pas moins de soixante-cinq outils. 
Ils ont aussi, comme les orangs-outans, les gorilles et peut-être les macaques crabiers, les macaques de Tonkean et les capucins, la faculté de se reconnaître dans un miroir. On a aussi fait apprendre la langue des signes au chimpanzé Washoe et au bonobo Kanzi par exemple (tout comme au gorille Koko et à l'orang-outan Chantek (en)).

## Habitat et répartition
On rencontre les Chimpanzés dans 21 pays africains, souvent dans les forêts tropicales de la zone équatoriale.

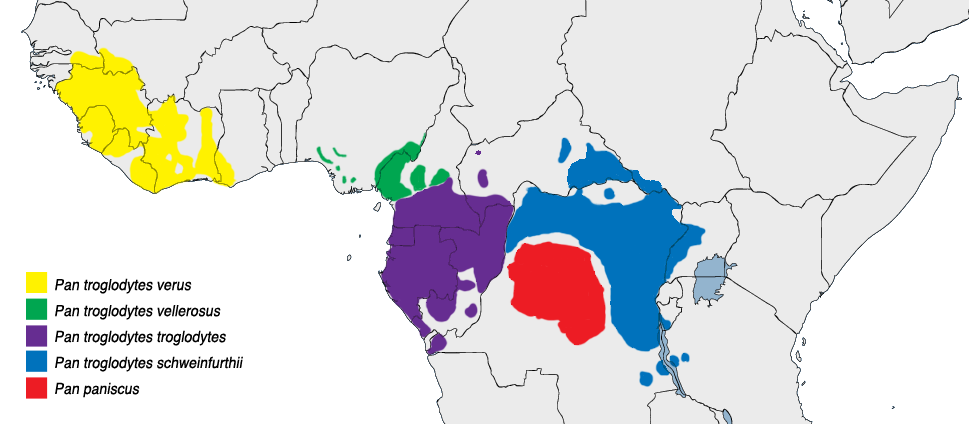
Répartition géographique du genre Pan :
Pan troglodytes verus (Chimpanzé de l'Ouest)
Pan troglodytes ellioti (Chimpanzé nigérian-camerounais)
Pan troglodytes troglodytes (Chimpanzé central)
Pan troglodytes schweinfurthii (Chimpanzé de l'Est)
Pan paniscus (Bonobo)

## Classification
Phylogénie des familles de singes, d'après Perelman et al. (2011) et Springer et al. (2012) :
| Cercopithecoidea | Cercopithecidae (Babouin, Macaque, Colobe…)                                                                   |
|                  | Cercopithecidae (Babouin, Macaque, Colobe…)                                                                   |
| Hominoidea       | \| \| Hylobatidae (Gibbon) \| \| \| \| \| \| Hominidae (Orang-outan, Gorille, Chimpanzé et Homme) \| \| \| \| |
|                  | \| \| Hylobatidae (Gibbon) \| \| \| \| \| \| Hominidae (Orang-outan, Gorille, Chimpanzé et Homme) \| \| \| \| |
|                  | Hylobatidae (Gibbon)                                                                                          |
|                  | |
|                  | Hominidae (Orang-outan, Gorille, Chimpanzé et Homme)                                                          |
|                  | |

|  | Hylobatidae (Gibbon)                                 |
|  |                                                      |
|  | Hominidae (Orang-outan, Gorille, Chimpanzé et Homme) |
|  |                                                      |

|  | Cebidae (Sapajou, Singes-écureuil, Ouistiti, Tamarin…)                                                  |
|  | |
|  | \| \| Pitheciidae (Saki, Ouakari, Titi…) \| \| \| \| \| \| Atelidae (Atèle, Singe-hurleur…) \| \| \| \| |
|  | |
|  | Pitheciidae (Saki, Ouakari, Titi…)                                                                      |
|  | |
|  | Atelidae (Atèle, Singe-hurleur…)                                                                        |
|  | |

|  | Pitheciidae (Saki, Ouakari, Titi…) |
|  |                                    |
|  | Atelidae (Atèle, Singe-hurleur…)   |
|  |                                    |

| Cercopithecoidea | Cercopithecidae (Babouin, Macaque, Colobe…)                                                                   |
|                  | Cercopithecidae (Babouin, Macaque, Colobe…)                                                                   |
| Hominoidea       | \| \| Hylobatidae (Gibbon) \| \| \| \| \| \| Hominidae (Orang-outan, Gorille, Chimpanzé et Homme) \| \| \| \| |
|                  | \| \| Hylobatidae (Gibbon) \| \| \| \| \| \| Hominidae (Orang-outan, Gorille, Chimpanzé et Homme) \| \| \| \| |
|                  | Hylobatidae (Gibbon)                                                                                          |
|                  | |
|                  | Hominidae (Orang-outan, Gorille, Chimpanzé et Homme)                                                          |
|                  | |

|  | Hylobatidae (Gibbon)                                 |
|  |                                                      |
|  | Hominidae (Orang-outan, Gorille, Chimpanzé et Homme) |
|  |                                                      |

|  | Cebidae (Sapajou, Singes-écureuil, Ouistiti, Tamarin…)                                                  |
|  | |
|  | \| \| Pitheciidae (Saki, Ouakari, Titi…) \| \| \| \| \| \| Atelidae (Atèle, Singe-hurleur…) \| \| \| \| |
|  | |
|  | Pitheciidae (Saki, Ouakari, Titi…)                                                                      |
|  | |
|  | Atelidae (Atèle, Singe-hurleur…)                                                                        |
|  | |

|  | Pitheciidae (Saki, Ouakari, Titi…) |
|  |                                    |
|  | Atelidae (Atèle, Singe-hurleur…)   |
|  |                                    |

Phylogénie des genres actuels d'hominidés, d'après Shoshani et al. (1996) et Springer et al. (2012) :
| Gorillini | Gorilla (Gorille)                                                                                             |
|           | Gorilla (Gorille)                                                                                             |
| Hominini  | \| Panina \| Pan (Chimpanzé) \| \| \| Pan (Chimpanzé) \| \| Hominina \| Homo (Homme) \| \| \| Homo (Homme) \| |
|           | \| Panina \| Pan (Chimpanzé) \| \| \| Pan (Chimpanzé) \| \| Hominina \| Homo (Homme) \| \| \| Homo (Homme) \| |
| Panina    | Pan (Chimpanzé)                                                                                               |
|           | Pan (Chimpanzé)                                                                                               |
| Hominina  | Homo (Homme)                                                                                                  |
|           | Homo (Homme)                                                                                                  |

| Panina   | Pan (Chimpanzé) |
|          | Pan (Chimpanzé) |
| Hominina | Homo (Homme)    |
|          | Homo (Homme)    |

| Gorillini | Gorilla (Gorille)                                                                                             |
|           | Gorilla (Gorille)                                                                                             |
| Hominini  | \| Panina \| Pan (Chimpanzé) \| \| \| Pan (Chimpanzé) \| \| Hominina \| Homo (Homme) \| \| \| Homo (Homme) \| |
|           | \| Panina \| Pan (Chimpanzé) \| \| \| Pan (Chimpanzé) \| \| Hominina \| Homo (Homme) \| \| \| Homo (Homme) \| |
| Panina    | Pan (Chimpanzé)                                                                                               |
|           | Pan (Chimpanzé)                                                                                               |
| Hominina  | Homo (Homme)                                                                                                  |
|           | Homo (Homme)                                                                                                  |

| Panina   | Pan (Chimpanzé) |
|          | Pan (Chimpanzé) |
| Hominina | Homo (Homme)    |
|          | Homo (Homme)    |

## Espèces
Le genre Pan compte deux espèces, dont l'une, le Chimpanzé commun, compte quatre sous-espèces :
- Pan paniscus (Bonobo) ;
- Pan troglodytes (Chimpanzé commun) :
  - Pan troglodytes schweinfurthii (Chimpanzé de l'Est),
  - Pan troglodytes troglodytes (Chimpanzé central),
  - Pan troglodytes ellioti (Chimpanzé nigérian-camerounais),
  - Pan troglodytes verus (Chimpanzé de l'Ouest).

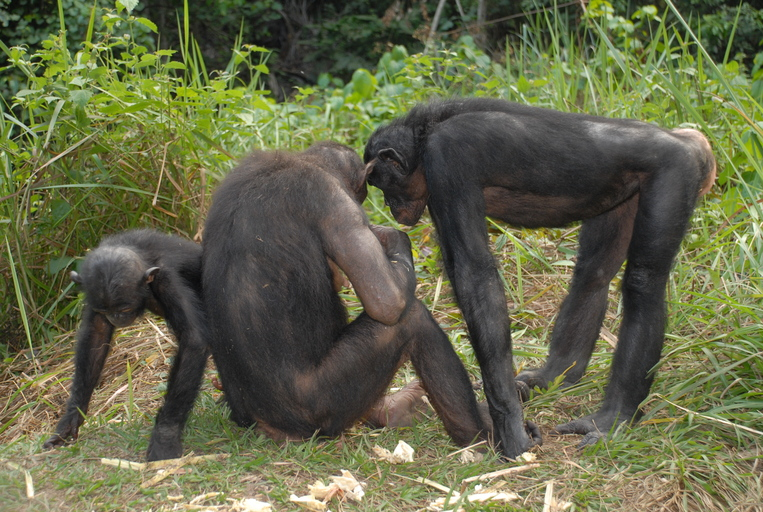
Pan paniscus (Bonobo).
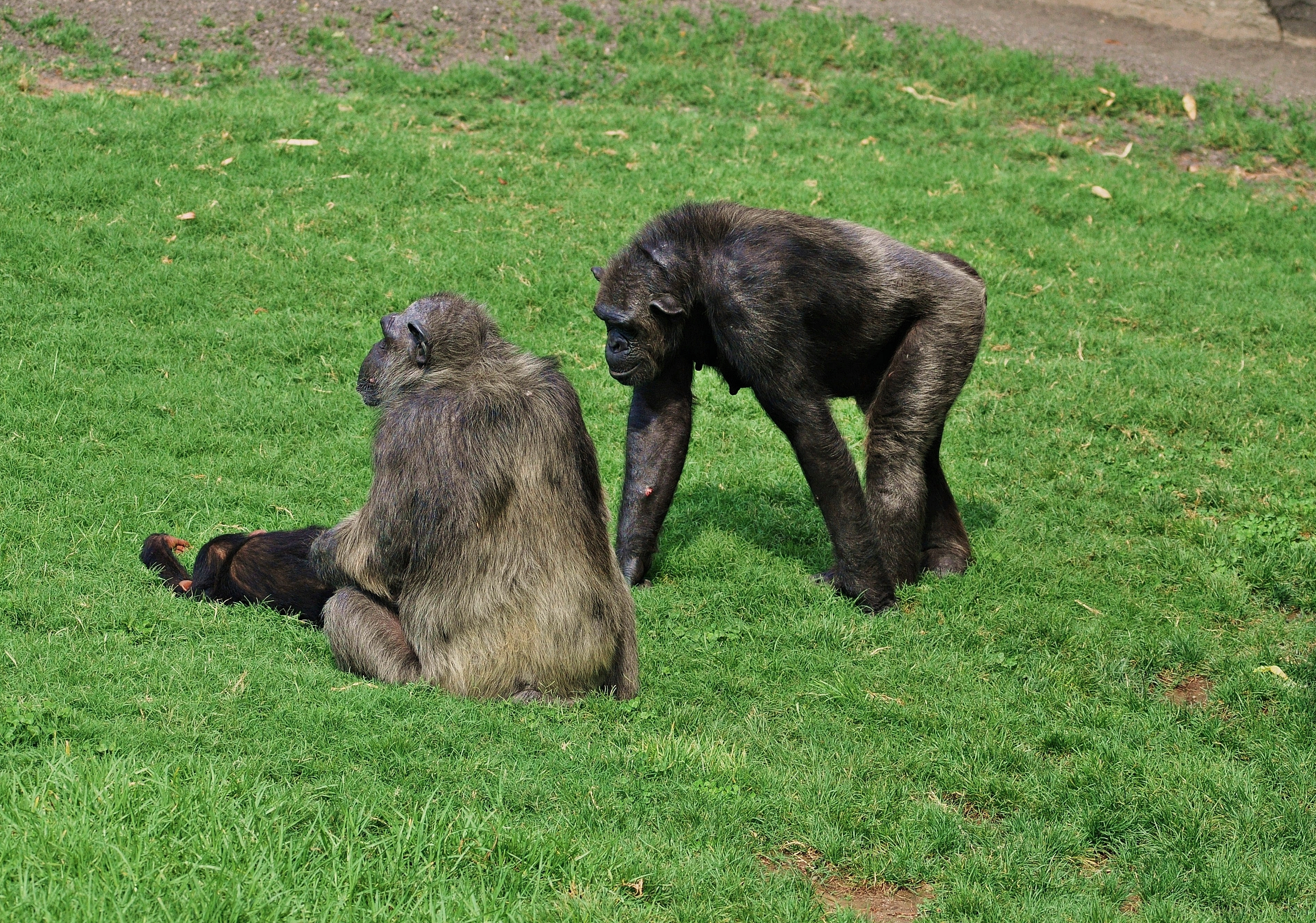
Pan troglodytes (Chimpanzé commun).

Depuis 1928, le Chimpanzé commun (Pan troglodytes) et le Bonobo (Pan paniscus) sont reconnus comme deux espèces distinctes. Le premier vit au nord du fleuve Congo, le second au sud. De plus, le Chimpanzé commun est divisé en quatre sous-espèces alors que la population de Bonobo ne fait qu'une. Selon la théorie de l'horloge moléculaire, les deux espèces auraient divergé il y a plus de deux millions d'années.
Les différences principales sont que le Chimpanzé commun est plus grand, plus agressif et vit dans des groupes dominés par des mâles, alors que le Bonobo est plus petit, léger et gracile, plus paisible et vit dans des groupes dominés par des femelles.
Les poils des Chimpanzés et des Bonobos sont habituellement bruns ou noirs. Les mâles et les femelles diffèrent en taille et en apparence. Les Chimpanzés et les Bonobos sont tous les deux parmi les grands singes les plus sociaux, avec des liens sociaux étendus au sein de larges groupes.

## Les Chimpanzés et l'Homme

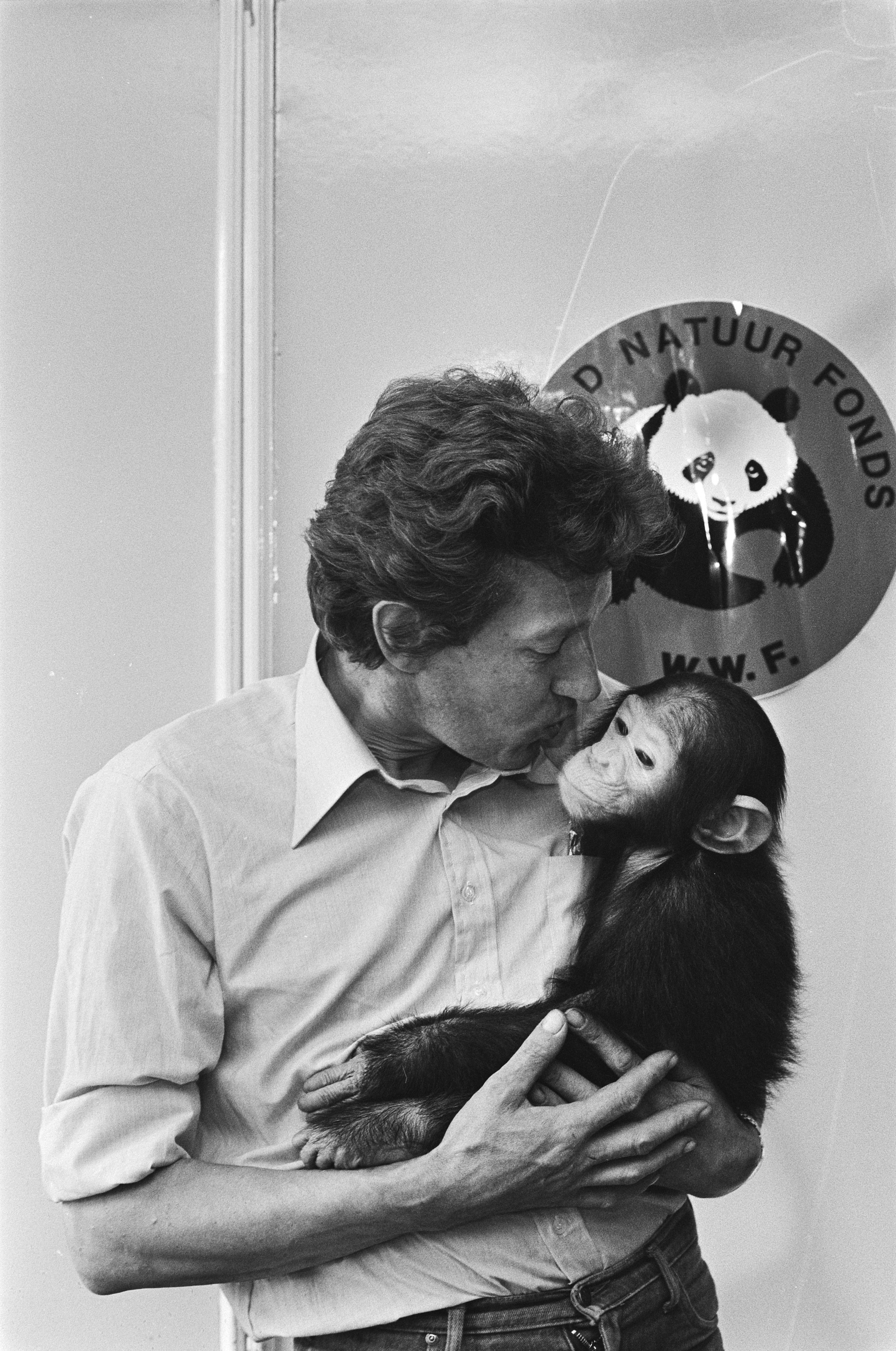
Sita, chimpanzé d'un an et demi, émigre en Afrique car avoir un singe n'est pas autorisé aux Pays-Bas.
Photo : Marcel Antonisse / Anefo, Afrique, 1981.

Le premier Chimpanzé arrivé en Europe est celui de la ménagerie du duc d'Orange. Il meurt en 1641 et est disséqué.
Au cours des siècles suivants, de nombreux animaux sont capturés pour être rapportés en Occident. Doué d'une mimique extrêmement expressive, le Chimpanzé est en effet une source de distraction dans les cirques et les jardins zoologiques. Les spectacles les plus appréciés font alors apparaître des animaux dressés et accoutrés dans des vêtements humains jouant des scènes quotidiennes. L'intelligence du Chimpanzé le rend en effet capable de maîtriser des tours complexes. Par la suite, on verra plusieurs individus chimpanzés au cinéma, le plus célèbre étant sans doute Cheeta, un chimpanzé qu'on a pu voir régulièrement à l'affiche des films de Tarzan.
Les Chimpanzés ont aussi contribué à l'aventure scientifique et technologique du XXe siècle. En 1961, envoyé à bord d'une capsule spatiale américaine en vol suborbital, le Chimpanzé Ham précède de quelques mois le cosmonaute soviétique Youri Gagarine dans l'espace. De par sa proximité génétique avec l'Homme, le Chimpanzé a aussi souvent été utilisé comme modèle animal dans les domaines médicaux et scientifiques. La prise de conscience publique et l'évolution des pratiques en laboratoire ont toutefois largement réduit son utilisation à des fins d'expérimentation animale.
Au XXIe siècle, le Chimpanzé reste un animal de prédilection pour la psychologie comparée car en étudiant ses capacités cognitives en lien avec celles des êtres humains, on peut mieux comprendre la spécificité et l'évolution de l'esprit humain,.

## Menaces et conservation
Les espèces de chimpanzés sont toutes les deux classées « en danger d'extinction » sur la liste rouge de l'Union internationale pour la conservation de la nature (UICN).
| Espèce           | Statut de conservation UICN     | Sous-espèce                     | Statut                          | Population estimée (2016) | Population estimée (2016) | Individus en captivité (2019) | Individus en captivité (2019) |
| ---------------- | ------------------------------- | ------------------------------- | ------------------------------- | ------------------------- | ------------------------- | ----------------------------- | ----------------------------- |
| Chimpanzé commun | En danger d'extinction          | Chimpanzé nigérian-camerounais  | En danger d'extinction          |                           |                           | Aucun                         | 1 641 ,                       |
| Chimpanzé commun | En danger d'extinction          | Chimpanzé de l'Est              | En danger d'extinction          |                           | 18                        |                               | 1 641 ,                       |
| Chimpanzé commun | En danger d'extinction          | Chimpanzé central               | En danger d'extinction          |                           | 41                        |                               | 1 641 ,                       |
| Chimpanzé commun | En danger d'extinction          | Chimpanzé de l'Ouest            | En danger critique d'extinction | 18 000 à 65 000           | 278                       |                               | 1 641 ,                       |
| Bonobo           | En danger critique d'extinction | En danger critique d'extinction | En danger critique d'extinction | min. 15 000 à 20 000 ,    | min. 15 000 à 20 000 ,    | 206                           | 206                           |

### Typologie des menaces
Les populations de Chimpanzés ont été divisées par un facteur 10 au cours du XXe siècle. Aujourd'hui, classés comme des espèces en danger par la CITES, le Chimpanzé commun et, surtout, le Chimpanzé nain vivant en milieu naturel sont sous le coup de diverses menaces dont les principales sont la destruction de leur écosystème et le braconnage pour la viande de brousse et la capture (qui passe souvent par la mise à mort des adultes pour récupérer les petits destinés à être revendus comme animaux de compagnie).
Le Chimpanzé est très convoité pour son pelage et pour son nez. Comme les autres genres de Primates, les Chimpanzés sont menacés par le développement des activités humaines (déforestation, pollution par des produits chimiques dont les pesticides, trafic, consommation) et par des maladies comme la maladie à virus Ebola.
Partout en Afrique les populations sont en régression : la population totale initiale de Chimpanzés était de plusieurs millions d'individus. Elle est passée de 2 millions au début du XXe siècle à 1 million en 1960 pour tomber à 300 000 dans les années 1980, et moins de 150 000 dans les années 2000. 90 % de la population des Chimpanzés a disparu au cours des 50 dernières années.
Autrefois présents dans vingt-cinq pays d'Afrique, ces singes ont disparu de quatre d'entre eux (Gambie, Burkina Faso, Bénin, Togo) et sont en danger partout ailleurs. La déforestation les condamne à survivre dans des îlots isolés. De plus, la chasse devient massive car cette viande de brousse est très prisée des citadins.

### Efforts de conservation
En 1960, Jane Goodall commence son étude sur les Chimpanzés en Tanzanie. Cette étude deviendra bientôt le plus long suivi de Chimpanzés jamais réalisé et fera l'objet d'une étude en primatologie qui permettra de redéfinir les rapports entre l'Homme et les animaux. 
L'une des plus grandes découvertes a été la mise en exergue de la capacité de fabrication et d'utilisation d'outils par les Chimpanzés. Elle a modifié la limite Homme-animal et forcé la science à repenser la définition du propre de l'Homme, une question que se posait déjà en 1952 l'écrivain Vercors dans son roman Les Animaux dénaturés et son adaptation théâtrale en 1963 Zoo ou l'Assassin philanthrope.
Jane Goodall donna une autre dimension à ses recherches en attribuant des noms aux individus qu'elle suivait plutôt que des numéros, elle mit également en valeur les relations durables qui étaient établies au sein d'une même famille. Elle insista sur le fait que les Chimpanzés ont une personnalité, et ressentent des émotions. Jane Goodall fut aussi l'une des premières personnalités à s'engager dans la protection des Chimpanzés en créant l'Institut Jane Goodall en 1977 aux États-Unis.
Fondé en 1977, en Californie, par le Dr Goodall, l'Institut Jane Goodall inscrit son action dans une démarche globale de protection de la biodiversité, d'aide à la gestion durable et équitable des ressources naturelles, et d'éducation des plus jeunes.
Depuis l'Institut Jane Goodall protège les chimpanzés sauvages, gère des réserves naturelles et a créé des refuges en Afrique pour protéger nos plus proches cousins. Ces refuges accueillent majoritairement des orphelins dont les mères ont été victimes de la chasse. Sans les refuges de l'Institut, ils seraient condamnés.
Pour préserver la faune et lutter contre les menaces (trafics, chasse, déforestation, épidémies) qui pèsent sur l'avenir des grands singes, l'Institut développe, depuis sa création, des programmes innovants : Roots & Shoots pour l'éducation des plus jeunes (il encourage les jeunes à s'impliquer dans des projets visant à prendre davantage soin des animaux, de l'environnement et de la communauté humaine), Tacare pour aider au développement durable des populations et lutter contre les maladies, ChimpanZoo pour étudier et améliorer les conditions de vie des chimpanzés en captivité.
Depuis 2001, les Chimpanzés font l'objet d'un programme de protection (Grasp : Great Apes Survival Project (en)) dans le cadre du PNUE (Programme des Nations unies pour l'environnement).
Confrontés à la destruction de leur habitat, « les chimpanzés en sont réduits à vivre dans des ghettos forestiers », selon les primatologues. Le chimpanzé verus a perdu plus de 80 % de sa population en trois générations, principalement en raison de la destruction de son habitat.

## Chimpanzé et fiction

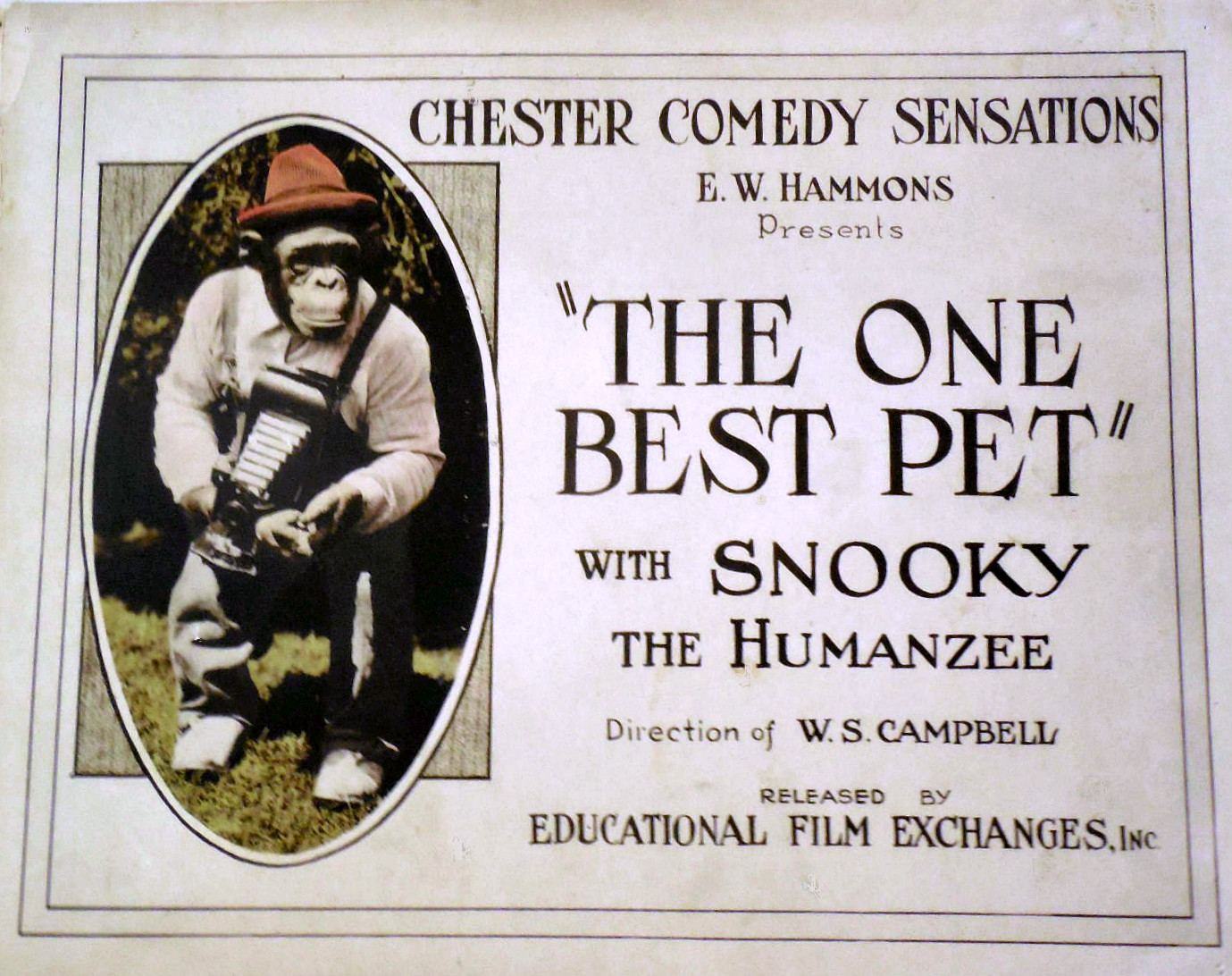
Film de 1920 The One Best Pet avec Snooky le chimpanzé.

- L'étude des comportements (éthologie) des chimpanzés est au cœur du roman de William Boyd, Brazzaville Plage (1990).
- Le roman de Pierre Boulle, La Planète des singes (et par la suite neuf films et une série télévisée) met en scène une société dans laquelle les chimpanzés Zira et Cornélius[42]… sont portés sur les sciences (et les orangs-outans sont les administrateurs, tandis que les gorilles sont détenteurs du pouvoir exécutif).
- Le personnage de Cheeta dans les adaptations filmées de Tarzan.
- Diddy Kong; Dixie Kong; et Tiny Kong de la série de jeu Donkey Kong
- Judy dans la série Daktari.
- Mookie dans le film éponyme.
- Dans les années 1990 les publicités pour la lessive OMO mettaient en scène des chimpanzés.

## Documentaires
- James Reed, L'empire des Chimpanzés, mini-série de 4 épisodes de 45 min sur les Chimpanzés de la forêt de Ngogo (Ouest Ouganda)[43]